# 1798 en musique classique
| \| • Retour à la chronologie générale de la musique classique • \| |
| Grèce • Rome • Haut Moyen Âge • VIIIe siècle • IXe siècle • Xe siècle • XIe siècle XIIe siècle • XIIIe siècle • XIVe siècle • XVe siècle • XVIe siècle • XVIIe siècle XVIIIe siècle • XIXe siècle • XXe siècle • XXIe siècle |
| • Retour à la chronologie générale de la musique classique • |

| Années en musique classique : 1795 - 1796 - 1797 - 1798 - 1799 - 1800 - 1801    |
| Décennies en musique classique : 1760 - 1770 - 1780 - 1790 - 1800 - 1810 - 1820 |

## Événements
- 19 février : Léonore, ou l’Amour conjugal, opéra de Pierre Gaveaux, créé au Théâtre Feydeau à Paris.
- 30 avril: La création, oratorio de Joseph Haydn, créé à Vienne.
- 25 juillet : L'hôtellerie portugaise, opéra de Luigi Cherubini, créé à Paris.
- 23 septembre : la Nelsonmesse de Joseph Haydn, créée à Eisenstadt.
- Ludwig van Beethoven compose :
  - les sonates pour violon et piano op.12 no 1 en ré majeur, no 2 en la majeur et no 3 en mi bémol majeur.
  - la Romance pour violon et orchestre no 2 en fa majeur.
- Johann Nepomuk Hummel compose sa 3e sonate pour violon et piano.

## Naissances

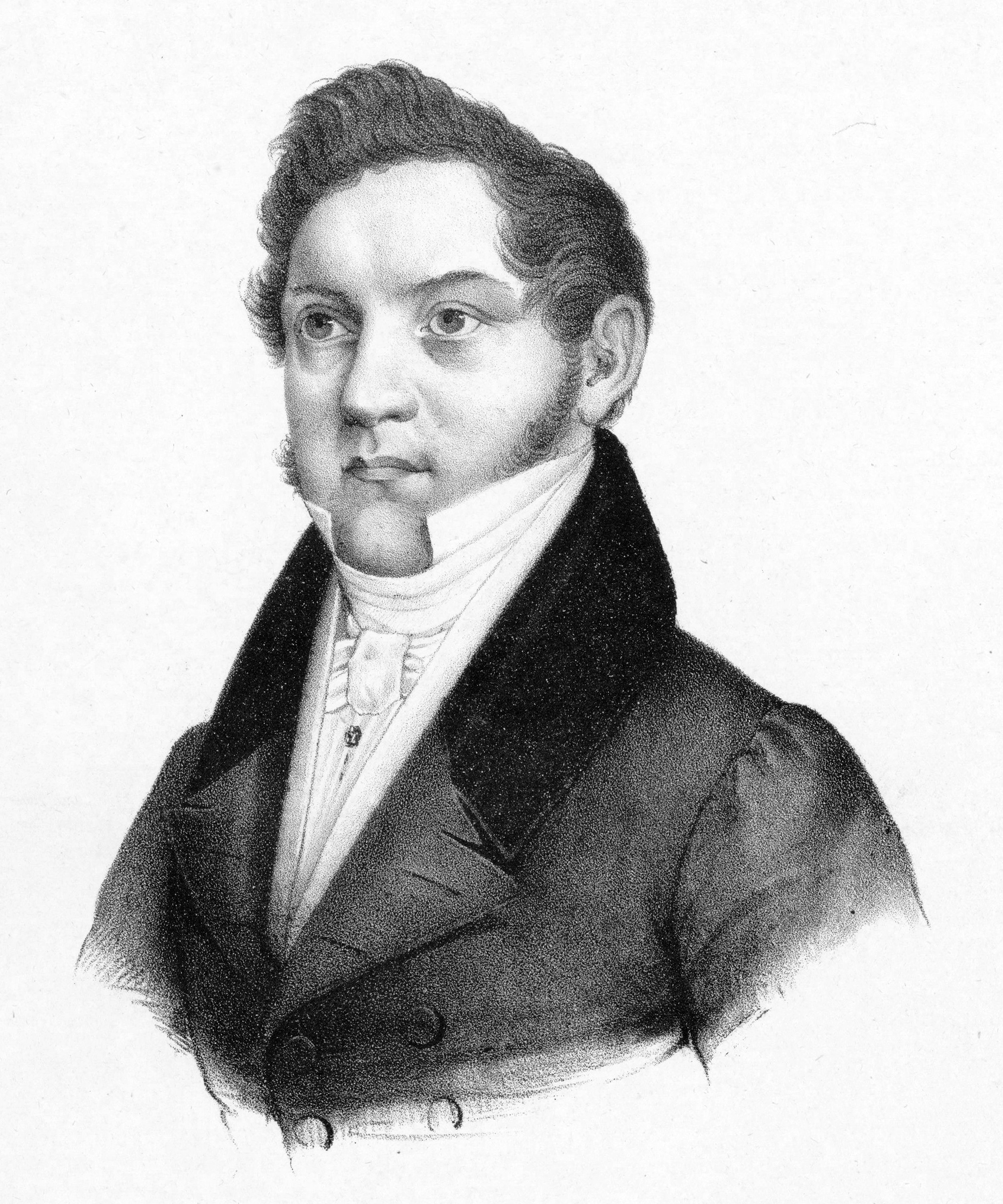
Carl Gottlieb Reissiger

- 2 janvier : Désiré-Alexandre Batton, compositeur français († 15 octobre 1855).
- 9 janvier : Félicité Pradher, soprano française († 12 novembre 1876).
- 31 janvier : Carl Gottlieb Reissiger, compositeur allemand († 7 novembre 1859).
- 5 avril : Louis Véron, journaliste et homme politique français, directeur de l'Opéra de Paris († 27 septembre 1867).
- 19 avril : Franz Gläser, chef d'orchestre et compositeur tchèque/danois († 29 août 1861).
- 29 avril : Carlo Yvon, hautboïste, compositeur italien († 23 décembre 1854).
- 20 mai : Jean-Baptiste Chollet, baryton français († 10 janvier 1892).
- 25 mai : Alexeï Lvov, général russe, compositeur de l'Hymne des tsars († 16 décembre 1870).
- 28 mai : Joseph Dessauer, compositeur et pianiste tchèque († 8 juillet 1876).
- 9 septembre : Zechariah Buck, organiste anglais († 5 août 1879).
- 28 octobre : Henri Bertini, pianiste et compositeur français († 30 septembre 1876).
- 30 octobre : Maurice Schlesinger, éditeur de musique allemand († 25 février 1871).
- 28 décembre : Édouard d'Anglemont, auteur dramatique, librettiste et poète romantique français († 22 avril 1876).

Date indéterminée
- Harriet Browne, écrivaine et compositrice britannique († 1858)

## Décès

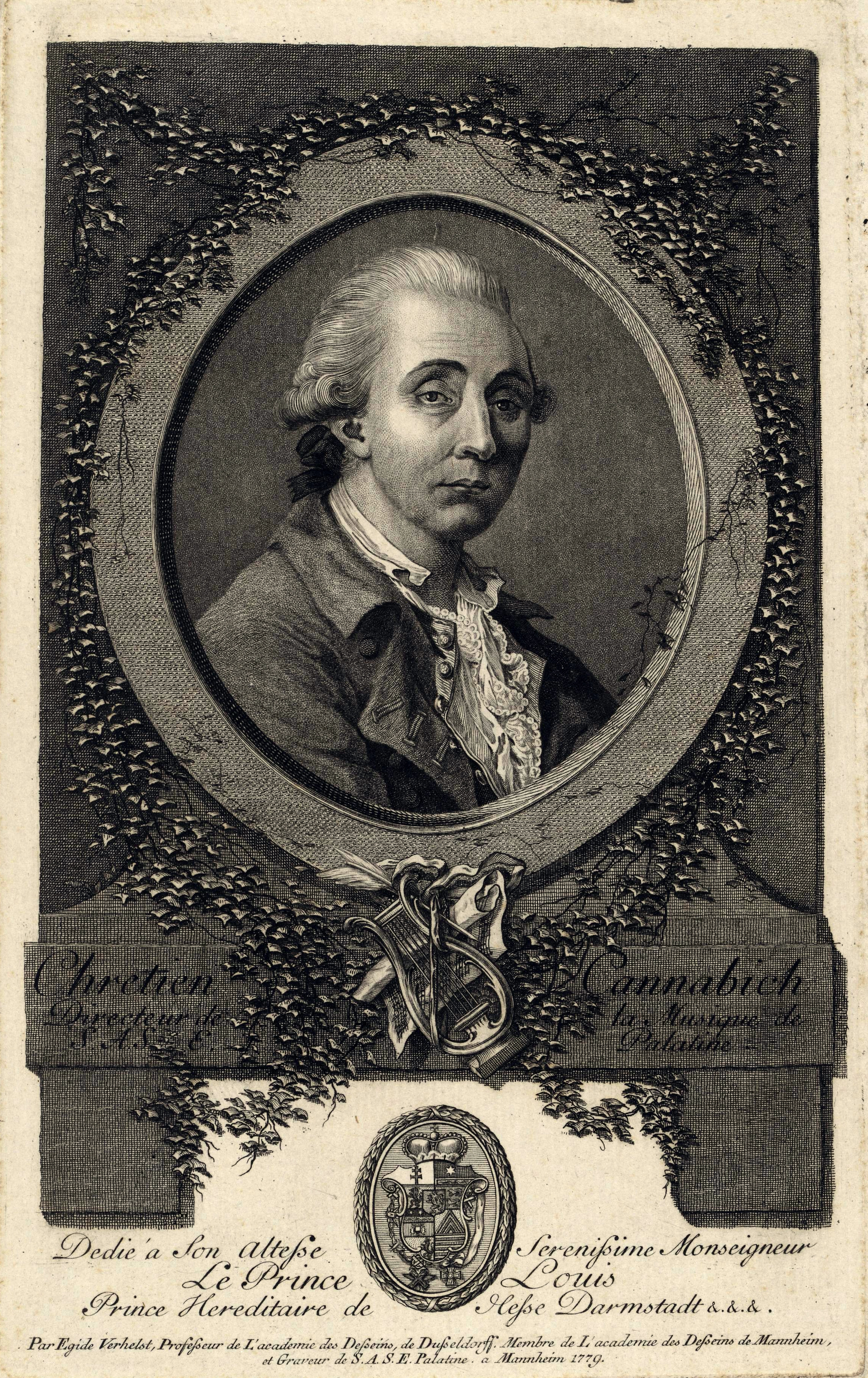
Christian Cannabich

- 4 janvier : Giuseppe Giordani, compositeur italien (° 19 décembre 1751).
- 20 janvier : Christian Cannabich, compositeur allemand (° 28 décembre 1731).
- 26 janvier : Christian Gottlob Neefe, compositeur et chef d'orchestre allemand (° 5 février 1748).
- 4 avril : Nicolas-Julien Forgeot, librettiste, homme de lettres et dramaturge français (° 1758).
- 15 juillet : Gaetano Pugnani, compositeur et violoniste italien (° 27 novembre 1731).
- 15 août : Felice Alessandri, compositeur et claveciniste italien (° 24 novembre 1747).
- 16 décembre : Gaetano Brunetti, violoniste et compositeur italien (° 1744).